# رشاد كريموف
رشاد كريموف (بالأذرية: Rəşad Kərimov)‏ هو لاعب كرة قدم أذربيجاني في مركز الوسط، ولد في 2 أبريل 1986 في جمهورية أذربيجان الاشتراكية السوفيتية في الاتحاد السوفيتي. شارك مع منتخب أذربيجان لكرة القدم. أما مع النوادي، فقد لعب مع نادي خزر لنكران ونادي قره باغ.

## وصلات خارجية
- رشاد كريموف على موقع قاعدة بيانات كرة القدم.إي يو (الإنجليزية)
- رشاد كريموف على موقع ناشيونال فوتبول تيمز (الإنجليزية)
- رشاد كريموف على موقع Soccerway.com (الإنجليزية)